# Giuliano da Empoli
Giuliano da Empoli (Neuilly-sur-Seine, 27 augustus 1973) is een politieke essayist, journalist en romanschrijver. Hij is geboren in Frankrijk en bezit de Italiaanse en de Zwitserse nationaliteit.
Hij is de oprichter en voorzitter van Volta, een denktank gevestigd in Milaan. In 2022 verscheen zijn debuutroman Le mage du Kremlin (De Kremlinfluisteraar), waarvoor hij de Grand Prix du roman de l'Académie française 2022 ontving.

## Biografie
Giuliano da Empoli groeide op in verschillende Europese landen. Hij studeerde rechten aan de Universiteit Sapienza Rome en behaalde een master in politieke wetenschappen aan het Sciences Po in Parijs.
Empoli is lid van de Partito Democratico, de Democratische Partij (Italië). Hij was plaatsvervangend burgemeester voor cultuur in Florence en senior adviseur van de voormalige Italiaanse premier Matteo Renzi. Tot zijn nevenfuncties behoorden het lidmaatschap van de raad van bestuur van de Biënnale van Venetië en het voorzitterschap van de Italiaanse bibliotheek Cabinet Vieusseux in Florence.
Van 2006 tot 2008 was hij senior adviseur van de Italiaanse vice-premier en minister van Cultuur, Francesco Rutelli, en richtte hij de eerste Italiaanse Design Council op in Milaan. Vanaf 2014 is hij lid van de Fondazione Italia-USA. In 2016 richtte hij de denktank Volta op.
Hij was gastspreker op tal van conferenties over de hele wereld (waaronder ESPM in Sao Paulo, Finance Foundation in Genève, Foundation Ricard in Parijs en Club Baur au Lac in Zürich) en hij is lid van The Travellers Club in Parijs.
Sinds 1996 levert Da Empoli regelmatig bijdragen en columns voor toonaangevende gedrukte Italiaanse media, waaronder Corriere della Sera, La Repubblica, Il Sole 24 Ore en Il Riformista.
Hij presenteerde een wekelijkse talkshow op de belangrijkste financiële nieuwsradio van Italië, Radio 24 (gelieerd aan Il Sole 24 Ore). Als auteur en commentator trad hij regelmatig op voor alle belangrijke Italiaanse tv-zenders.

### Auteur
Op tweeëntwintigjarige leeftijd publiceerde hij zijn eerste boek Un grande futuro dietro di noi, over de problemen waarmee de Italiaanse jeugd te maken had rond 1996. Het boek bracht een nationaal debat op gang bracht en de krant La Stampa benoemde hem tot Man van het jaar 1996.
Sindsdien heeft hij vele andere essays en boeken gepubliceerd over sociale mobiliteit en verandering en over de impact van de nieuwe economie en de effecten daarvan op de politiek.
Zijn boek over nationaal-populistische spindoctors, Les ingénieurs du chaos (2019), is gepubliceerd in twaalf talen, waaronder Chinees (Taiwan) en Braziliaans-Portugees.
In Seven ideas for a European Cultural Recovery Plan betoogt hij dat er naast een financieel herstelplan ook een cultureel herstelplan voor de Europese Unie  moet komen.
In 2022 publiceerde hij zijn eerste roman Le mage du Kremlin (De Kremlinfluisteraar). De hoofdpersoon is gemodelleerd naar Vladislav Soerkov de adviseur van Vladimir Poetin. De roman werd in 2022 bekroond met de Grand Prix du roman de l'Académie française. De roman haalde de finale van de Prix Goncourt 2022. Na veertien stemrondes ontstond een patstelling, waarna de  president van de Académie Goncourt de beslissende stem uitbracht voor de roman Vivre vite van Brigitte Giraud.

## Werken

### Nederlandstalig
- 2025 Het uur van de wolven (vertaling van L'heure des prédateurs) ISBN 9789025477745
- 2022 De Kremlinfluisteraar (vertaling van Le mage du Kremlin (roman). Vertaald door Hans E. van Riemsdijk. Uitgeverij Atlas-Contact, Amsterdam, 2022. ISBN 9789025473891

### Italiaanstalig
- 1996 Un grande futuro dietro di noi
- 2000 La Guerra del talento
- 2002 Overdose (over informatiestress)
- 2004 Fuori controllo
- 2005 La sindrome di Meucci
- 2008 Canton Express
- 2008 Obama, La politica nell'era di Facebook
- 2013 Contro gli specialisti
- 2015 La prova del potere
- 2016 Le Florentin
- 2017 La rabbia e l'algoritmo

### Franstalig
- 2019 Les ingénieurs du chaos
- 2020 Seven ideas for a European Cultural Recovery Plan (essay)
- 2022 Le mage du Kremlin (roman).
- 2025 L'heure des prédateurs

- Bibsys: 1671433160867
- Biblioteca Nacional de España: XX6292267
- Bibliothèque nationale de France: cb155170745 (data)
- Catàleg d'autoritats de noms i títols de Catalunya: 981061010047906706
- Gemeinsame Normdatei: 136335071
- International Standard Name Identifier: 0000 0001 0919 6757
- Library of Congress Control Number: n97103266
- Bibliotheek van het Japanse parlement: 032562789
- Nationale Bibliotheek van Tsjechië: pna20231195739
- Nationale Bibliotheek van Israël: 987012160253305171
- Nationale en Universitaire bibliotheek Zagreb: 000791001
- Nederlandse Thesaurus van Auteursnamen: 437279081
- Istituto Centrale per il Catalogo Unico: RMGV008067
- Système universitaire de documentation: 113463537
- Virtual International Authority File: 80697454
- WorldCat: E39PBJdrMH7WhPPj7BQbWGPhHC